# Sistema numerico ternario
Il sistema numerico ternario è un sistema numerico posizionale in base 3, cioè che utilizza 3 simboli 0, 1 e 2, invece dei 10 del sistema numerico decimale. Di conseguenza, la cifra in posizione {\displaystyle n} (da destra) si considera moltiplicata per {\displaystyle 3^{(n-1)}} anziché per {\displaystyle 10^{(n-1)}} come avviene nella numerazione decimale. Solitamente le tre cifre sono numeri positivi, ma il termine può anche riferirsi al sistema ternario bilanciato, usato soprattutto nei calcolatori ternari, le cui cifre sono -1, 0 ed 1.

## Definizione
Un numero è rappresentato in base 3 da una combinazione di cifre 0, 1 e 2, ordinate secondo un sistema posizionale basato sulle potenze di 3. Dato che si può generare confusione con altre basi, va specificato che si tratta di un numero ternario aggiungendo un pedice 3 alla fine del numero. Per esempio, {\displaystyle 120_{3}=1\cdot 3^{2}+2\cdot 3^{1}+0\cdot 3^{0}=15_{10}}

## Comparazione con altre basi
La rappresentazione di un numero intero in base 3 richiede meno cifre della corrispondente in base 2. Per esempio, il numero decimale 220 si scrive in base 2 11011100 (8 cifre), mentre in base 3 è scritto come 22011 (5 cifre). Tuttavia, un numero scritto in base 3 è più lungo che in base 10; per questo in informatica i numeri ternari vengono talvolta codificati in base 9 o in base 27, allo stesso modo con cui i numeri binari vengono compattati in base 8 o in base 16.
| Ternario | 1     | 2     | 10    | 11    | 12    | 20    | 21    | 22    | 100   |
| Binario  | 1     | 10    | 11    | 100   | 101   | 110   | 111   | 1000  | 1001  |
| Decimale | 1     | 2     | 3     | 4     | 5     | 6     | 7     | 8     | 9     |
|          |       |       |       |       |       |       |       |       |       |
| Ternario | 101   | 102   | 110   | 111   | 112   | 120   | 121   | 122   | 200   |
| Binario  | 1010  | 1011  | 1100  | 1101  | 1110  | 1111  | 10000 | 10001 | 10010 |
| Decimale | 10    | 11    | 12    | 13    | 14    | 15    | 16    | 17    | 18    |
|          |       |       |       |       |       |       |       |       |       |
| Ternario | 201   | 202   | 210   | 211   | 212   | 220   | 221   | 222   | 1000  |
| Binario  | 10011 | 10100 | 10101 | 10110 | 10111 | 11000 | 11001 | 11010 | 11011 |
| Decimale | 19    | 20    | 21    | 22    | 23    | 24    | 25    | 26    | 27    |

| Ternario | 1         | 10           | 100       | 1 000            | 10 000             |
| Binario  | 1         | 11           | 1001      | 1 1011           | 101 0001           |
| Decimale | 1         | 3            | 9         | 27               | 81                 |
| Potenza  | 30        | 31           | 32        | 3                | 34                 |
|          |           |              |           |                  |                    |
| Ternario | 100 000   | 1 000        | 10 000    | 100 000          | 1 000              |
| Binario  | 1111 0011 | 10 1101 1001 | 1000 1011 | 1 1001 1010 0001 | 100 1100 1110 0011 |
| Decimale | 243       | 729          | 2 187     | 6 561            | 19 683             |
| Potenza  | 35        | 36           | 37        | 38               | 39                 |

Per quanto riguarda i numeri razionali, il sistema ternario è comodo per rappresentare le frazioni che hanno al denominatore delle potenze di 3, che in notazione decimale vengono rappresentate da numeri periodici. Tuttavia, non avendo la base altri fattori primi oltre a 3, tutti gli altri razionali non interi divengono periodici. Ad esempio, ecco alcune frazioni con le rispettive rappresentazioni in base 2, 3 e 10:
| Ternario | 0.111111111111... | 0.1               | 0.020202020202... | 0.012101210121... | 0.011111111111... | 0.010212010212... |
| Binario  | 0.1               | 0.010101010101... | 0.01              | 0.001100110011... | 0.00101010101...  | 0.001001001001... |
| Decimale | 0.5               | 0.333333333333... | 0.25              | 0.2               | 0.166666666666... | 0.142857142857... |
| Frazione | 1/2               | 1/3               | 1/4               | 1/5               | 1/6               | 1/7               |
|          |                   |                   |                   |                   |                   |                   |
| Ternario | 0.010101010101... | 0.01              | 0.002200220022... | 0.002110021100... | 0.002020202020... | 0.002002002002... |
| Binario  | 0.001             | 0.000111000111... | 0.000110011001... | 0.000101110100... | 0.000101010101... | 0.000100111011... |
| Decimale | 0.125             | 0.111111111111... | 0.1               | 0.090909090909... | 0.083333333333... | 0.076923076923... |
| Frazione | 1/8               | 1/9               | 1/10              | 1/11              | 1/12              | 1/13              |

## Applicazioni

### Informatica
I calcolatori ternari fondano il loro funzionamento sulla base 3. Analogamente ai bit, le loro unità di informazione sono i trit, che possono assumere tre valori distinti. Ogni trit contiene l'equivalente di {\displaystyle \log _{2}3} (circa 1,58496) bit d'informazione. Alcuni computer ternari, come il Setun, definivano il tryte come un gruppo di 6 trit, in parallelo coi byte che sono composti da 8 bit.

### Trasferimento dati
Se un canale di comunicazione consente di usare tre stati invece di due, è possibile inviare una mole di dati numerici molto maggiore rispetto all'utilizzo di due simboli. Se ad esempio si usano lampi di luce colorata per trasmettere un "1" o uno "0" binario a seconda del colore rosso o verde, con 8 lampi (un byte) si hanno a disposizione 256 diverse configurazioni. Ma se ad esempio si aggiunge il colore azzurro con valore "2", allora con gli stessi otto lampi si possono trasmettere 6561 configurazioni, che con una luce a due colori necessiterebbero di 13 lampi (bits). Quindi se è possibile utilizzare tre stati ben distinguibili in luogo di due, la numerazione in base tre amplia fortemente la quantità di informazione trasferibile nella stessa unità di tempo.

### Altri usi
La base 3 è utile per lavorare più facilmente con alcune strutture autosomiglianti come il triangolo di Sierpiński e l'insieme di Cantor. Quest'ultimo può essere definito come l'insieme di numeri reali compresi tra 0 ed 1 che non hanno nessuna cifra 1 nella loro rappresentazione ternaria. È a volte utilizzato nel baseball, dove ogni inning è diviso in tre out. È inoltre usato nell'islam per declamare i 99 nomi di Allah con la misbaha.